# Syaqiera Mashayikh
Syaqiera Mashayikh, född 24 november 2000, är en malaysisk bågskytt. Hon deltog vid olympiska sommarspelen 2020.